# Gyeplabda az 1980. évi nyári olimpiai játékokon
Az 1980. évi nyári olimpiai játékokon a gyeplabdatornákat július 20. és július 31. között rendezték. Először rendeztek női tornát.

## Éremtáblázat
(A rendező ország csapata eltérő háttérszínnel, az egyes számoszlopok legmagasabb értéke, vagy értékei vastagítással kiemelve.)
| Az 1980. évi nyári olimpiai játékok éremtáblázata gyeplabdában | Az 1980. évi nyári olimpiai játékok éremtáblázata gyeplabdában | Az 1980. évi nyári olimpiai játékok éremtáblázata gyeplabdában | Az 1980. évi nyári olimpiai játékok éremtáblázata gyeplabdában | Az 1980. évi nyári olimpiai játékok éremtáblázata gyeplabdában | Olimpia  |
| -------------------------------------------------------------- | -------------------------------------------------------------- | -------------------------------------------------------------- | -------------------------------------------------------------- | -------------------------------------------------------------- | -------- |
|                                                                | Ország                                                         | Arany                                                          | Ezüst                                                          | Bronz                                                          | Összesen |
| 1.                                                             | India (IND)                                                    | 1                                                              | 0                                                              | 0                                                              | 1        |
|                                                                | Zimbabwe (ZIM)                                                 | 1                                                              | 0                                                              | 0                                                              | 1        |
|                                                                |                                                                |                                                                |                                                                |                                                                |          |
| 3.                                                             | Spanyolország (ESP)                                            | 0                                                              | 1                                                              | 0                                                              | 1        |
|                                                                | Csehszlovákia (TCH)                                            | 0                                                              | 1                                                              | 0                                                              | 1        |
|                                                                |                                                                |                                                                |                                                                |                                                                |          |
| 5.                                                             | Szovjetunió (URS)                                              | 0                                                              | 0                                                              | 2                                                              | 2        |
|                                                                |                                                                |                                                                |                                                                |                                                                |          |
| Összesen                                                       | Összesen                                                       | 2                                                              | 2                                                              | 2                                                              | 6        |

## Érmesek

### Férfi torna
| Az 1980. évi nyári olimpiai játékok érmesei férfi gyeplabdában | Az 1980. évi nyári olimpiai játékok érmesei férfi gyeplabdában | Az 1980. évi nyári olimpiai játékok érmesei férfi gyeplabdában | Az 1980. évi nyári olimpiai játékok érmesei férfi gyeplabdában |
| --- | --- | --- | -------------------------------------------------------------- |
| Arany | Ezüst | Bronz |                                                                |
| India (IND) | Spanyolország (ESP) | Szovjetunió (URS) |                                                                |
| Chettri Bir Bhadur Dung Dung Sylvanus Davinder Singh Ravinder Pal Singh Vasudevan Baskaran Somaya Maneypanda Maharaj Krishon Kaushik Mervyn Fernandis Mohamed Shahid Zafar Iqbal Surinder Singh Schofield Allan Rajinder Singh Gurmail Singh Charanjit Kumar Amarjit Rana Singh | José Miguel García Juan Amat Santiago Malgosa Rafael Garralda Francisco Fábregas Juan Luís Coghen Ricardo Cabot Jaime Arbós Carlos Roca Miguel Chaves Juan Arbós Javier Chabot Juan Pellón Miguel De Paz Paulino Monsalve Jaime Zumalacárregui | Vlagyimir Plesakov Vjacseszlav Lampejev Leonyid Pavlovszkij Szosz Hajrapetjan Farid Zigangirov Valerij Beljakov Szergej Klevcov Oleg Zagorodnyev Alekszandr Guszev Szergej Plesakov Mihail Nyicsepurenko Alekszandr Szicsov Alekszandr Mjasznyikov Minneulla Azizov Viktor Gyeputatov Alekszandr Goncsarov |                                                                |

### Női torna
| Az 1980. évi nyári olimpiai játékok érmesei női gyeplabdában | Az 1980. évi nyári olimpiai játékok érmesei női gyeplabdában | Az 1980. évi nyári olimpiai játékok érmesei női gyeplabdában | Az 1980. évi nyári olimpiai játékok érmesei női gyeplabdában |
| --- | --- | --- | ------------------------------------------------------------ |
| Arany | Ezüst | Bronz |                                                              |
| Zimbabwe (ZIM) | Csehszlovákia (TCH) | Szovjetunió (URS) |                                                              |
| Sarah English Ann Mary Grant Brenda Joan Phillips Patricia Jean McKillop Sonia Robertson Patricia Davies Maureen George Linda Watson Susan Huggett Gillian Cowley Liz Chase Sandra Chick Helen Volk Christine Prinsloo Anthea Stewart Arlene Nadine Boxhall | Jarmila Králíčková Berta Hrubá Iveta Šranková Lenka Vymazalová Jiřina Křížová Jiřina Kadlecová Jiřina Čermáková Marta Urbanová Květoslava Petříčková Marie Sýkorová Ida Hubáčková Milada Blažková Jana Lahodová Alena Kyselicová Jiřina Hájková Viera Podhányiová | Galina Inzsuvatova Nelli Gorbjatkova Valentyina Zazdravnih Nagyezsda Ovecskina Natyella Krasznyikova Natalja Bikova Ligyija Glubokova Galina Vjuzsanyina Natalja Buzunova Lejla Ahmerova Nagyezsda Filippova Jelena Gurjeva Tatyjana Jembahtova Tatyjana Sviganova Alina Ham Ljudmila Frolova |                                                              |